# Liga Asobal 2019-20
La Liga Sacyr Asobal 2019-20 fue la 30ª temporada de la máxima categoría del balonmano español masculino, la Liga Asobal.

## Desarrollo
La temporada se dio por finalizada en mayo de 2020, después de que se hubieran disputado solo 19 jornadas debido a la pandemia de coronavirus de 2020, que mantuvo la temporada parada desde febrero. La ASOBAL decidió darle el título de campeón al FC Barcelona, siendo este su décimo título consecutivo, así como una plaza para la Liga de Campeones de la EHF de la próxima temporada. Además, la temporada concluyó sin descensos y con el Ademar León, Bidasoa Irún y BM Benidorm, este último como subcampeón de la Copa del Rey, clasificados para la Copa EHF. El Bidasoa Irún se clasificó para la competición europea por haber sido tercero al final de la primera vuelta, así como el Ademar por ser segundo al final de la misma, ya que en el momento del cierre de la competición el club vasco iba cuarto. Por último, se decretó el ascenso de los dos primeros clasificados de la División de Honor Plata, ascendiendo a ASOBAL el Club Cisne de Balonmano y el Club Balonmano Villa de Aranda.

## Equipos
| - Barça Lassa - Frakin BM Granollers - Abanca Ademar León - Frigoríficos del Morrazo BM Cangas - BM Logroño La Rioja - CB Nava (ascendido) - BM Benidorm - Ángel Ximénez Avia Puente Genil |  | - Bidasoa Irún - Quabit Guadalajara - Helvetia Anaitasuna - Liberbank Cuenca - Fertiberia Puerto Sagunto (ascendido) - Liberbank Cantabria Sinfín - Bada Huesca - Recoletas Atlético Valladolid |  |

### Equipos por comunidad autónoma 2019/2020
| Comunidad Autónoma   | Nº de equipos | Equipos                                                     |
| -------------------- | ------------- | ----------------------------------------------------------- |
| Castilla y León      | 3             | Abanca Ademar León, Recoletas Atlético Valladolid y CB Nava |
| Castilla-La Mancha   | 2             | Liberbank Cuenca y Quabit Guadalajara                       |
| Cataluña             | 2             | Fraikin BM Granollers y Barça Lassa                         |
| Comunidad Valenciana | 2             | BM Benidorm y Fertiberia Puerto Sagunto                     |
| Galicia              | 1             | Frigoríficos del Morrazo BM Cangas                          |
| Cantabria            | 1             | Liberbank Cantabria Sinfín                                  |
| Andalucía            | 1             | Ángel Ximénez Avia Puente Genil                             |
| Aragón               | 1             | Bada Huesca                                                 |
| La Rioja             | 1             | BM Logroño La Rioja                                         |
| Navarra              | 1             | Helvetia Anaitasuna                                         |
| País Vasco           | 1             | Bidasoa Irún                                                |

## Clasificación
| |                                               | Puntos | J  | G  | E | P  | GF  | GC  | DIF  |
| --- | --------------------------------------------- | ------ | -- | -- | - | -- | --- | --- | ---- |
| 1 | F. C. Barcelona                               | 38     | 19 | 19 | 0 | 0  | 730 | 472 | 258  |
| 2 | ABANCA Ademar León                            | 33     | 19 | 16 | 1 | 2  | 560 | 499 | 61   |
| 3 | BM Logroño La Rioja                           | 30     | 19 | 15 | 0 | 4  | 596 | 523 | 73   |
| 4 | Bidasoa Irun                                  | 27     | 19 | 12 | 3 | 4  | 523 | 478 | 45   |
| 5 | Liberbank Cuenca                              | 23     | 19 | 11 | 1 | 7  | 520 | 489 | 31   |
| 6 | Fraikin BM. Granollers                        | 21     | 19 | 10 | 1 | 8  | 547 | 534 | 13   |
| 7 | Quabit Guadalajara                            | 16     | 19 | 5  | 6 | 8  | 482 | 505 | -23  |
| 8 | Angel Ximenez Avia Puente Genil               | 15     | 19 | 7  | 1 | 11 | 527 | 557 | -30  |
| 9 | Viveros Herol Balonmano Nava                  | 14     | 19 | 5  | 4 | 10 | 465 | 491 | -26  |
| 10 | Recoletas Atlético Valladolid                 | 14     | 19 | 7  | 0 | 12 | 523 | 553 | -30  |
| 11 | Fertiberia Puerto Sagunto                     | 14     | 19 | 5  | 4 | 10 | 504 | 573 | -69  |
| 12 | BM. Benidorm                                  | 14     | 19 | 6  | 2 | 11 | 487 | 532 | -45  |
| 13 | Helvetia Anaitasuna                           | 13     | 19 | 6  | 1 | 12 | 517 | 565 | -48  |
| 14 | Liberbank Cantabria Sinfín                    | 13     | 19 | 6  | 1 | 12 | 466 | 528 | -62  |
| 15 | Bada Huesca                                   | 11     | 19 | 5  | 1 | 13 | 480 | 527 | -47  |
| 16 | Frigoríficos del Morrazo-Club Balonmán Cangas | 8      | 19 | 2  | 4 | 13 | 458 | 559 | -101 |
| Fuente: Federación Española de Balonmano: Clasificación de la División de Honor Masculina (Liga Asobal); actualización automática |                                               |        |    |    |   |    |     |     |      |